# روبرت غيلمور
روبرت غيلمور (بالإنجليزية: Robert Gilmour)‏ هو فلاح وصحفي نيوزيلندي، ولد في 24 أكتوبر 1831، وتوفي في 24 أبريل 1902.